# Loin d'elle
Pour plus de détails, voir Fiche technique et Distribution.
Loin d'elle (Away from Her) est un film dramatique américano-britannico-canadien écrit et réalisé par Sarah Polley, sorti en 2006.
Il s'agit de sa première réalisation, s'inspirant de la nouvelle The Bear Came Over the Mountain (L'Ours traversa la montagne) de la nouvelliste canadienne de langue anglaise Alice Munro, Prix Nobel de littérature en 2013.

## Synopsis
Un homme, Grant Anderson (Gordon Pinsent) doit faire face à la maladie de sa femme (Julie Christie), atteinte de la maladie d'Alzheimer. Cette dernière est internée et une histoire d'amour débute entre elle et un autre patient, laissant Grant impuissant face aux événements. Grant décide alors d'aller à la rencontre de la femme de celui qui lui a ravi son épouse, Marian (Olympia Dukakis).

## Fiche technique
- Titre original : Away from Her
- Titre français : Loin d'elle
- Réalisation : Sarah Polley
- Scénario : Sarah Polley, d'après la nouvelle The Bear Came Over the Mountain d'Alice Munro
- Direction artistique : Kathleen Climie
- Décors : Benno Tutter
- Costumes : Debra Hanson
- Photographie : Luc Montpellier
- Montage : David Wharnsby
- Musique : Jonathan Goldsmith
- Production : Daniel Iron, Simone Urdl et Jennifer Weiss
- Sociétés de production : Capri Releasing, Echo Lake Productions, Foundry Films, Hanway Films et The Film Farm
- Sociétés de distribution :  Capri Films,  La Fabrique de films
- Pays d'origine :  Canada,  Royaume-Uni,  États-Unis
- Langue originale : anglais
- Format : couleur - 1.85 : 1 - Dolby Digital - 35 mm
- Genre : drame
- Durée : 110 minutes
- Dates de sortie :
  -  Canada : 11 septembre 2006 (Festival international du film de Toronto) ; 4 mai 2007 (nationale)
  -  États-Unis : 20 janvier 2007 (Festival du film de Sundance) ; 4 mai 2007 (nationale)
  -  Royaume-Uni : mars 2007 (Birds Eye View Film Festival) ; 27 avril 2007 (nationale)
  -  France : 2 mai 2007
  -  Belgique : 28 novembre 2007

## Distribution
- Gordon Pinsent (VQ : Vincent Davy) : Grant Anderson
- Stacey LaBerge : Young Fiona
- Julie Christie (VQ : Diane Arcand) : Fiona Anderson
- Olympia Dukakis (VQ : Élizabeth Chouvalidzé) : Marian
- Grace Lynn Kung : l'infirmière Betty
- Michael Murphy : Aubrey
- Nina Dobrev : Monica
- Wendy Crewson : Madeleine
- Clare Coulter : Phoebe Hart